# Pyrenaria serrata
Pyrenaria serrata är en tvåhjärtbladig växtart som beskrevs av Carl Ludwig von Blume. Pyrenaria serrata ingår i släktet Pyrenaria och familjen Theaceae.

## Underarter
Arten delas in i följande underarter:
- P. s. kunstleri
- P. s. masocarpa